# Аникеенко, Виталий Сергеевич
Вита́лий Серге́евич Анике́енко (2 января 1987, Киев — 7 сентября 2011, Туношна, Ярославская область) — российский хоккеист, защитник. Играл за ярославский «Локомотив» и новокузнецкий «Металлург».

## Биография
Родился 2 января 1987 года в Киеве. Школы «Льдинка» (Киев) и «Торпедо»/«Локомотив» (Ярославль). Первый тренер — Вячеслав Лепеха. Выступал за юношеские и молодёжные команды «Локомотив»-87 (2002—2004), «Локомотив»-2 (2003—2007). Играл на юношеских и молодёжном чемпионатах мира. С 2005 года играл за основной состав «Локомотива».
Погиб на 25-м году жизни вместе с командой 7 сентября 2011 года при взлёте самолёта с ярославского аэропорта.
Похоронен на киевском Совском кладбище.

## Статистика
| Легенда | Легенда                    | Легенда | Легенда                   | Легенда | Легенда    |
| ------- | -------------------------- | ------- | ------------------------- | ------- | ---------- |
| И       | Количество проведённых игр | Штр     | Штрафное время            | +/−     | Плюс-минус |
| Г       | Голы                       | П       | Голевые передачи          | О       | Очки       |
| -       | Статистика неизвестна      | —       | Статистика не учитывалась |         |            |

### Международная карьера
- Статистика приведена по данным сайта Eliteprospects.com

## Достижения
- Серебряный призёр национального чемпионата (2008, 2009), бронзовый призёр (2011)
- Чемпион Первой лиги России (2003), бронзовый призёр Первой лиги (2005)
- Серебряный призёр молодёжного чемпионата мира (2007)
- Бронзовый призёр чемпионата мира среди юниоров (2003)
- Самый полезный игрок молодёжного чемпионата мира по системе «+/-» (+6)